# S Equulei
S Equulei är en kortperiodisk förmörkelsevariabel av Algol-typ (EA/SD) i stjärnbilden Lilla hästen.
Stjärnan varierar mellan visuell magnitud +8,35 och 10,40 med en period av 3,436106 dygn.